# قهرمانان فروتن
قهرمانان فروتن (ژاپنی: ちいさな英雄－カニとタマゴと透明人間－ هپبورن: Chīsana Eiyū: Kani to Tamago to Tōmei Ningen) یک فیلم پویانمایی آنتولوژی ژاپنی محصول سال ۲۰۱۸ و از تولیدات استودیوی پونوک است. این فیلم اولین جلد از گلچین تئاتر فیلم کوتاه استودیوی پونوک است و شامل فیلم‌هایی به نویسندگی و کارگردانی هیروماسا یونه‌بایاشی، یوشیوکی موموسه و آکیهیکو یاماشیتا می‌شود.
در ابتدا قرار بود این فیلم در ازای سه قسمت، چهار قسمت داشته باشد که قسمت چهارم توسط کارگردان استودیو جیبوری یعنی ایسائو تاکاهاتا کارگردانی می‌شد. اما تاکاهاتا در ۵ آوریل ۲۰۱۸ درگذشت، بنابراین فیلم به سه بخش محدود شد. قهرمانان فروتن در ۲۴ اوت ۲۰۱۸ در ژاپن اکران شد، و سپس توسط والت دیزنی ژاپن در ۲۰ مارس ۲۰۱۹ در قالب دی‌وی‌دی و دیسک بلوری در دسترس قرار گرفت.